# F. W. Walbank
Frank William Walbank CBE  (né le 10 décembre 1909 à Bingley, Yorkshire, et mort le 23 octobre 2008 à Cambridge) est un historien antiquisant, spécialiste de l'histoire de Polybe. 

## Études et formation
Walbank fréquente la Bradford Grammar School puis étudie la littérature classique au collège de Peterhouse à Cambridge.
Entre 1951 et 1977, Walbank est professeur d'histoire ancienne et d'archéologie classique à l'Université de Liverpool. Après avoir pris sa retraite, il est nommé professeur émérite et membre honoraire de la Peterhouse à Liverpool.
Walbank occupe des postes de professeur invité à l'Université de Pittsburgh, à l'Université de Californie à Berkeley et à l'Institute for Advanced Study de Princeton.

## Publications
Parmi les travaux publiés par Walbank figurent :
- Aratos of Sicyon (1933),
- Philippe V of Macedonia (1940),
- The Awful Revolution (1946; 1969),
- Polybius (1972; 1990),
- A Historical Commentary on Polybius, 3 (1957, 1967, 1979),
- The Hellenistic World (1981),
- A History of Macedonia, vol. III : 336-167 (avec N. G. L. Hammond)

Il a également été coéditeur des volumes 7 et 8 de la Cambridge Ancient History. En 1933, son essai Aratos of Sicyon a remporté le prix Thirlwall de l'Université de Cambridge. En 1981, il a été choisi pour être un membre étranger de l'Académie royale des arts et des sciences des Pays-Bas.